# 獵人谷
亨特谷（英語：Hunter Valley），中文俗稱“獵人谷”，是位於澳大利亞新南威爾斯州的山谷地區，在悉尼以北大約120（75英里），總面積達29,145平方（11,253平方英里），當地盛產葡萄酒，與南澳大利亚州巴羅莎山谷齊名。根據2011年人口普查統計，常住人口620,530。
亨特谷得名於亨特河的河谷，而亨特河則以新南威爾士殖民地總督約翰·亨特（John Hunter）之名命名。由於“亨特”有“獵人”的意思，因此中文裏俗稱為“獵人谷”。

## 商業活動

### 採礦業
以入息計算，採礦業是獵人谷第一大產業。力拓集團和必和必拓在當地開採煤礦，並將之從纽卡斯尔港口運到海外，出口量每年超過10萬公噸。

### 繁殖純種賽馬
獵人谷北部地區是澳洲最大的純種馬繁殖基地，亦是當今世上其中一個最大的純種馬繁殖地。

### 葡萄酒
獵人谷屬地中海氣候，山谷西北兩方皆有山脈阻擋從海洋吹來的潮濕空氣，情況有點像美國的納帕谷。區內廣泛種植西拉、賽美蓉、莎當妮、赤霞珠、黑比諾等品種的葡萄，大小酒廠共120間。